# 95 aC
L'any 95 aC va ser un any del calendari romà prejulià. En aquell temps, era conegut com a any del consolat de Cras i Escèvola (o, més rarament, any 659 ab urbe condita o de la fundació de la ciutat). L'ús del nom «95 aC» per referir-se a aquest any es remunta a l'alta edat mitjana, quan el sistema Anno Domini va ser el mètode de numeració dels anys més comú a Europa.

## Esdeveniments

### Anatòlia
- Tigranes II és coronat rei d'Armènia. És fill o germà d'Artavasdes II d'Armènia (no se sap amb seguretat). Forma part de la Dinastia Artàrxida.[2]

### Imperi Selèucida
- Antíoc IX de Cízic que dominava Celesíria i Fenícia, havia de ser reconegut com a únic rei l'any 96 aC, després de l'assassinat d'Antíoc VIII Grip però cinc fills d'Antíoc VIII es van revoltar i van reclamar els seus drets (Seleuc, Antíoc el major, Filip, Demetri i Antíoc el menor) i el més gran d'entre ells, és proclamat rei amb el nom de Seleuc VI Epifanes Nicàtor. La guerra civil torna a començar. Seleuc VI mor i el substitueix el seu germà Demetri III. Demetri s'imposa i Antíoc IX es suïcida aquest any per no caure en mans del seu rival. El seu fill Antíoc X Eusebios es fa proclamar rei i manté la lluita contra Demetri III.[3]

### República Romana
- Quint Muci Escèvola i Luci Licini Cras són elegits cònsols.[4]
- Durant el mandat dels cònsols s'aprova la lex Licinia Mucia de civibus regundis, que estableix un examen estricte de la ciutadania i priva dels drets civils als que no en feien un bon ús.[5] Davant de les peticions de ciutadania dels llatins i dels aliats, ordena que hom fos retornat al poble o ciutat d'on era natural i que allí fes ús del dret que li correspongués com a socii. Aquesta llei va ser una de les causes de la guerra social, ja que va provocar que els aliats italians veiessin llunyana la possibilitat d'obtenir la ciutadania romana i va afavorir la seva revolta.[6]
- Luci Licini Cras defensa Quint Servili Cepió acusat de traïció (majestas) pel tribú Gai Norbà per negar-se a col·laborar amb el seu superior durant la batalla d'Arausio, però Cepió és condemnat.[7]
- Luci Regí, tribú de la plebs, allibera de la presó al seu amic Quint Servili Cepió que havia estat condemnat aquest any a causa de la destrucció del seu exèrcit pels cimbres. L'havia acompanyat durant el seu exili.[8]

## Naixements
- Marc Porci Cató Uticense, polític romà.[9]
- Clòdia, filla de Api Claudi Pulcre i Cecília Metel·la.[10]

## Necrològiques
- Artavasdes II d'Armènia.[11]